# Jean Dausset
Jean Dausset (Tolosa, 19 ottobre 1916 – Palma di Maiorca, 6 giugno 2009) è stato un fisiologo e immunologo francese naturalizzato statunitense, premio Nobel per la medicina nel 1980, insieme a Baruj Benacerraf e George Davis Snell, per la scoperta del complesso maggiore di istocompatibilità.
Nel 1977 ha ricevuto il Premio Robert Koch.
Ha ricevuto nel 1997 la Laurea ad honorem in Medicina e Chirurgia da parte dell'Università degli Studi di Cagliari.